# تيغنيف (موقع أشولي)
يقع موقع تيغنيف ( ترنيفين سابقاً) الذي يعود إلى عصور ما قبل التاريخ بالقرب من معسكر في القطاع الوهراني (الجزائر). لقد أسفرت عن أقدم حفريات بشرية معروفة حتى الآن في شمال إفريقيا، يعود تاريخها إلى حوالي 700 000 سنة، وصناعة حجرية من النوع الأشولي.

## التاريخ
من عام 1954 إلى عام 1956، اكتشف عالما الأحافير الفرنسيان كميل أرامبورغ وروبرت هوفستيتر العديد من المستحاثات البشرية، المرتبطة بصناعة الأحجار الصخرية الأشولية، في موقع تيغنيف بولاية معسكر (منطقة وهران) بالجزائر. تعطلت الحفريات في ذلك الوقت بسبب عودة المياه الارتوازية التي كانت تُغرق بانتظام النقب.
بفضل انخفاض منسوب المياه الجوفية، استأنفت الحفريات في 1982-1983، مما أدى إلى نشر دينيس جيادس وفريقه لدراسة تأريخ في عام 1986.
في عام 2014، سمحت الحفريات، التي أعاد الأستاذ محمد سحنوني إطلاقها في الموقع، باكتشاف العظام الأحفورية للحيوانات والأدوات الحجرية التي يعود تاريخها إلى مليون سنة.

## وصف
يتكون الموقع من مستنقع سابق أو بحيرة كانت في وسط بيئة مفتوحة وجافة. كانت الينابيع الارتوازية تغذي البحيرة والتي رفعت الطبقة الرملية الكامنة من العصر الميوسيني.

## بقايا المستحاثات

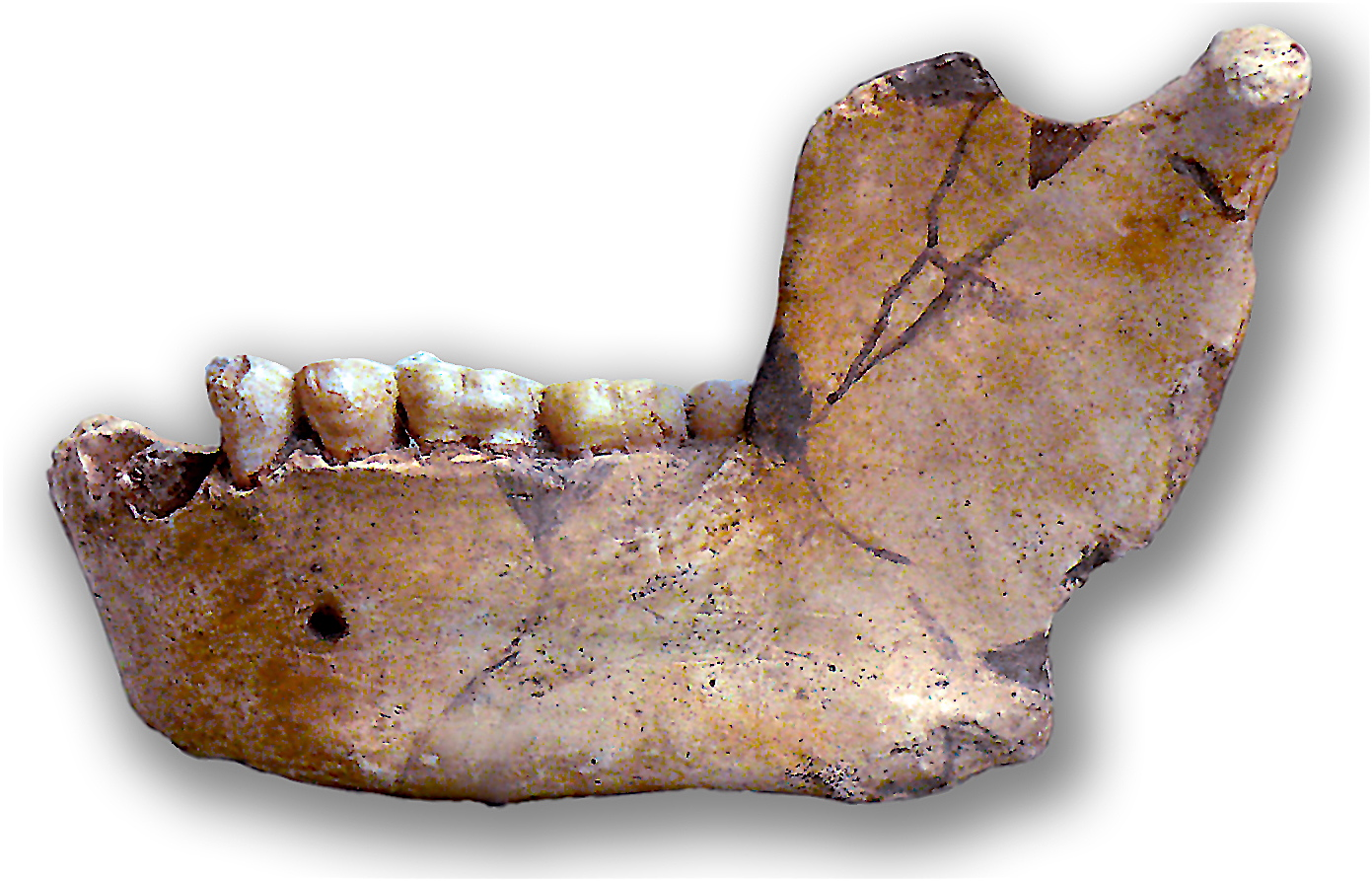
الفك السفلي تيرنيفين 3

أسفر الموقع عن العديد من عظام الحيوانات وعدد قليل من العظام البشرية (3 فكوك، وعظم جداري، و 9 أسنان معزولة)، نسبها كاميل أرامبورغ إلى نوع جديد في عام 1954 : الإنسان الموريطني (أو Atlanthropus mauritanicus ).
أرّخ دينيس جيادس المستحاثات البشرية بحوالي 700 000 سنة في عام 1986، من خلال تحليل الحيوانات القديمة، المدعومة بالمغناطيسية القديمة.
ينتمي الفك السفلي الضخم إلى رجال أقوياء بشكل خاص.

## الصناعة الحجرية
قدم الموقع أيضًا صناعة حجرية أشولية تتألف من فؤوس حجرية، وسواطير ‏، ورقائق كبيرة معاد تهذيبها، ورقائق صوان صغيرة، كلها كانت عبارة عن بناء قديم إلى حد ما للفترة المذكورة، مع استخدام نادر لحجر المطرقة وطريقة كومبيوا [الفرنسية].